# Agathon Guinement
Agathon Guinement, chevalier de Keralio (né à Rennes le 23 mars 1723 et décédé à Forbach le 13 février 1788) est un officier général français d'Ancien Régime qui servit pendant la guerre de Succession d'Autriche et la guerre de Sept Ans et fut inspecteur général aux armées.
Ses armes sont de sable à trois rencontres de cerf d'argent.

## Famille
Il est le fils de l'écuyer François Fiacre Guinement, seigneur de Keralio et directeur du bureau des consignations de Rennes et de Marguerite Rose Bodin. Il est le frère de Louis-Félix Guynement de Kéralio et d'Auguste de Keralio, le beau-frère de Marie Françoise Abeille de Keralio et l'oncle de Louise Félicité de Keralio.
Il épouse Marie-Nicole Rivet, fille de Jacques Rivet, maître tapissier du roi, actrice à l'opéra de Bordeaux dont est issue Marie Colette Guynement de Keralio, fille unique qui épousera à Hédé le 3 mars 1772 Joseph Pierre de Broc de La Tuvelière, capitaine d'infanterie.

## Carrière militaire
Agathon rejoint comme volontaire le régiment d'infanterie d'Anjou le 8 avril 1738, à 15 ans. Il est nommé sous-lieutenant le 27 octobre 1738, puis lieutenant, le 19 avril 1739.
Il participe à la guerre de Succession d'Autriche en effectua les campagnes de Bohème, des Alpes et d'Italie (1741-1749).
L’armée française évacua la Bohême en décembre 1742 (Siège de Prague (1742)). Les 300 hommes d’ Anjou qui étaient restés à Prague – dont le lieutenant Agathon Guinement et Johann Christian Fischer  – se signalèrent par leur bravoure dans les combats de la retraite. Ils furent rejoints en route par le lieutenant-colonel de Rivery, avec le détachement d’Egra, et rentrèrent en France en février 1743.
Il passa l’hiver 1743-1744 dans les Alpes, franchit le Var au printemps, chassa les avant-postes piémontais, et se trouva à la prise de Villefranche et du fort du mont Alban. Traversant alors la grande chaîne des Alpes aux sources de la Stura, il contribua à la prise de Châteaudauphin et de Démont, fit le siège de Coni. Le Lieutenant Guinement se distinguant encore à ce moment lorsqu'à l’attaque du Col de Valauria, se trouvant encore détaché, il attaqua l’arrière garde des ennemis et pénétra jusqu’à leurs équipages. Lorsque le régiment combattit à la Madonne de l'Olmo le 30 septembre 1744, Agathon eut sa jambe brisée par un coup de fusil qui le blessa ainsi dangereusement.
Le 27 septembre 1745, Agathon est nommé capitaine avec rang d’aide-major. Le 28 août 1745, au château de Mélis, le Roi décide d’augmenter le régiment d’Anjou d’un bataillon. Agathon est chargé d’assembler, de discipliner ; d’exercer le troisième bataillon de la nouvelle levée du régiment d'Anjou, il s’acquitta de cette commission avec tant de succès, qu’il mérita les éloges de Monsieur le maréchal de Noailles et de Monsieur le Comte de Maillebois.
Le 1er janvier 1752, le capitaine Agathon Guinement, chevalier de Keralio, est nommé capitaine d'une des 48 compagnies du régiment des Grenadiers de France. Le 1er juillet 1752, il prend rang d’aide major et tient garnison à Nancy à compter du mois de septembre 1752. Le 7 mars 1754 il est fait chevalier de l’ordre royal et militaire de Saint-Louis.
Le 8 juillet 1756, Agathon, est nommé major d’une des quatre brigades du régiment des Grenadiers de France. Le 1er novembre 1759 il est nommé major du corps des grenadiers avec rang de colonel jusqu'au 19 mai 1761, date à laquelle lui succède Jacques de Carles.
Il participe aux batailles d'Hastenbeck (25-27 juillet 1757), de Crefeld (23 juin 1758) et de Minden (1er août 1759) où son frère Alexis, capitaine dans le même régiment, est gravement blessé.
Le maréchal de Broglie nomme Agathon Guynement, major de la place de Marbourg le 30 juin 1760.

## Gouverneur du futur roi de Bavière
le 19 mai 1761, Agathon obtient une réforme de colonel à la suite du régiment d’Aquitaine et est nommé gouverneur de Charles II Auguste de Palatinat-Deux-Ponts et de  Maximilien de Deux-Ponts jusqu'en 1772. Son éducation se déroule à Paris jusqu'en 1766, puis à Manheim et Strasbourg. Le chevalier de Keralio disposait comme professeurs de Jean François Sébastien Le Ratz de Lanthenee (24-09-1708/1778) mathématicien liégeois et de l’abbé Pierre de Salabert (1734-mort en février 1807 à Munich).
L’éducation des princes terminée en 1772, l’électeur de Bavière conféra à Agathon de Keralio le grade de Feld-maréchal lieutenant dans l’armée de la Bavière et le décora en 1762 du grand cordon de l’ordre du mérite de Saint-Michel de Bavière. Il devient en 1774, le tuteur d'Elisabeth des Deux-Ponts, fille de Christian IV des Deux-Ponts et de Marianne Camasse, comtesse de Forbach qui épousera au Château de Versailles le 5 août 1786 en présence de Louis XVI et de Marie-Antoinette François Esprit Le Chatellier du Mesnil, baron de Binans.
Le registre des baptêmes de Forbach indique qu'en « L'an 1783, le 9 février à l'heure des vêpres de la paroisse ont été bénies par nous curé soussigné avec la bénédiction de Monseigneur l'évêque de Metz deux cloches faites aux frais et dépens de la bourgeoisie de Forbach ; la plus grosse a été nommée Marianne Agathon ayant pour marraine haute et puissante dame Madame Marianne douairière de SAS Monseigneur le duc de Deux-Ponts Christian IV, comtesse de Forbach, dame de Buschbach et autres lieux et pour parrain Messire Agathon de Keralio maréchal des camps et armées de sa majesté très chrétienne, inspecteur général des écoles royales et militaires de France et chevalier de l'ordre militaire et royal de Saint-Louis »
L'attachement de la famille régnante de Bavière au rôle joué par Agathon permettra à l'arrière petit-fils du chevalier (Aimé de Broc de la Tuvelière) d'être nommé gentilhomme de la chambre de Louis Ier de Bavière en 1841 et Chambellan du Roi Louis II de Bavière de 1842 jusqu'en 1870.

## Inspecteur général des écoles militaires
Le 9 décembre 1773, il prend la charge de sous-inspecteur général de l’école militaire de Paris. Le 3 mars 1776, le chevalier de Keralio devient l’inspecteur général des 13 écoles militaires créées en 1775. Le 1er mars 1780, Agathon Guinement est nommé Brigadier d’infanterie et le 1er avril de cette même année il est fait maréchal de camp de Louis XVI.Le maréchal des camps Guinement se retira du service le 16 mai 1783 et rejoint la cour de la Comtesse de Forbach dont il devint le secrétaire particulier jusqu'à sa mort.
En 1784, Napoléon Bonaparte entra à l’école militaire de Paris après avoir passé quelques années à l’école militaire de Brienne.
Le chevalier de Keralio avait choisi le jeune Bonaparte dès 1782 pour entrer à Paris bien qu’il n’eût pas l’âge requis afin de rejoindre Toulon après une année d'étude à l'école militaire. Le principe du collège, Louis-Sébastien Berton, s'était opposé à son entrée compte tenu qu'il n'avait pas encore fait sa troisième et après la retraite du chevalier de Keralio, le chevalier de Renault se rangea à l'avis de Berton. Le sous-inspecteur de Keralio justifiait le choix de Bonaparte de cette manière : « Je sais ce que fais, si je passe ici par-dessus la règle, ce n’est point une faveur de famille, je ne connais pas celle de l’enfant ; c’est toujours à cause de lui-même ; j’aperçois ici une étincelle qu’on ne saurait trop cultiver".
Le futur empereur décrit le chevalier de Keralio comme un vieillard aimable, des plus propres à cette fonction ; il aimait les enfants, jouait avec eux après les avoir examinés et retenait avec lui, à la table des minimes, ceux qui lui avaient plu davantage.
Le 11 janvier 1810, Napoléon Bonaparte se rappela le chevalier de Keralio et accorda à sa veuve 3 000 francs et nomma en 1814 le mari de sa petite-fille, le vicomte Jean-Marie de la Belinay, lieutenant-général.
Agathon Guinement eut une nombreuse correspondance entre 1777 et 1784 avec Benjamin Franklin et regretta de ne pouvoir aller se battre pendant la guerre d'indépendance américaine, il écrivait en 1778 que « Si M. Le  Comte de Saint-Germain l’eut voulu, j’eusse combattu et je combattrais aujourd’hui pour vous ».